# Гипонитрит серебра
Гипонитрит серебра — неорганическое соединение, 
соль серебра и азотноватистой кислоты
с формулой Ag2N2O2,
жёлтые кристаллы,
слабо растворяется в воде,
разлагается на свету.

## Получение
- Обменная реакция свежеприготовленного раствора гипонитрита натрия и нитрата серебра:

{\displaystyle {\mathsf {Na_{2}N_{2}O_{2}+2AgNO_{3}\ {\xrightarrow {}}\ Ag_{2}N_{2}O_{2}\downarrow +2NaNO_{3}}}}
{\displaystyle {\mathsf {2NaNO_{2}+2AgNO_{3}+4Na(Hg)+2H_{2}O\rightarrow Ag_{2}N_{2}O_{2}+4NaOH+2NaNO_{3}}}}

## Физические свойства
Гипонитрит серебра образует жёлтые кристаллы, чувствительные к свету,
слабо растворимые в воде,
растворяется в азотной и серной кислотах.
Анион имеет транс-конфигурацию.